# Hülsede
Hülsede är en kommun och ort i Landkreis Schaumburg i förbundslandet Niedersachsen i Tyskland.
Kommunen ingår i kommunalförbundet Samtgemeinde Rodenberg tillsammans med ytterligare fem kommuner.